# Atraphaxis manshurica
Atraphaxis manshurica Kitag. – gatunek rośliny z rodziny rdestowatych (Polygonaceae Juss.). Występuje naturalnie w Chinach – w prowincjach Hebei, Liaoning i Shaanxi, a także w regionach autonomicznych Mongolia Wewnętrzna i Sinciang. 

## Morfologia
PokrójZrzucający liście krzew dorastający do 1 m wysokości.
LiścieIch blaszka liściowa jest skórzasta i ma podłużnie lancetowaty lub równowąski kształt. Mierzy 15–35 mm długości oraz 8–20 mm szerokości, o zaokrąglonej nasadzie i tępym wierzchołku. Ogonek liściowy jest nagi i osiąga 1–3 mm długości. Gatka ma obły kształt i dorasta do 6–8 mm długości.
KwiatyZebrane w grona, rozwijają się na szczytach pędów. Listków okwiatu jest 5, mają kształt od podłużnego do eliptycznego i różową barwę, mierzą do 4–6 mm długości.
OwoceTrójboczne niełupki o jajowatym kształcie, osiągają 4–6 mm długości.

## Biologia i ekologia
Rośnie na pustyniach, wydmach oraz stokach. Kwitnie od lipca do września.